# Ле-Марен (округ)
Ле-Марен (фр. Le Marin) — округ (фр. Arrondissement) во Франции, один из округов в регионе Мартиника. Департамент округа — Мартиника. Супрефектура — Ле-Марен.
Население округа на 2009 год составляло 121 698 человек. Площадь округа составляет всего 409 км².